# Maxit
maxit ist eine Wort- und Bildmarke für Baustoffe, insbesondere für Trockenmörtel und Trockenputze. Ihr Inhaber ist das Unternehmen Saint-Gobain Weber. Zusätzlich führen mehrere Unternehmen der Franken-Maxit-Gruppe, an der Saint-Gobain Weber beteiligt ist, die Marke als Teil ihres Firmennamens.

Wort-Bildmarke maxit

## Geschichte

### Kalkwerk Mathis
Der Ursprung von maxit liegt in Merdingen bei Freiburg im Breisgau, wo 1873 eine Ziegelei und Kalkbrennerei gegründet worden war. 1929 errichtete Josef Mathis dort ein Kalkwerk, mit einer Kalklösch- und Mahlanlage. Seither konnte in Merdingen Kalk in Pulverform hergestellt und abgepackt in Papiersäcken verkauft werden. Im Jahr 1946 kam Josef Mathis durch einen Raubüberfall ums Leben. Seine Ehefrau Katharina Mathis († 2003 im Alter von 99 Jahren) führte den Betrieb mit ihren fünf Kindern fort, zu denen Franz Mathis (1930–2012) und sein Bruder gehörten. Ab 1960 produzierte das Unternehmen Haftputze (Fertigputze zur Handverarbeitung) und vertrieb diese unter dem Markennamen „Durit“.

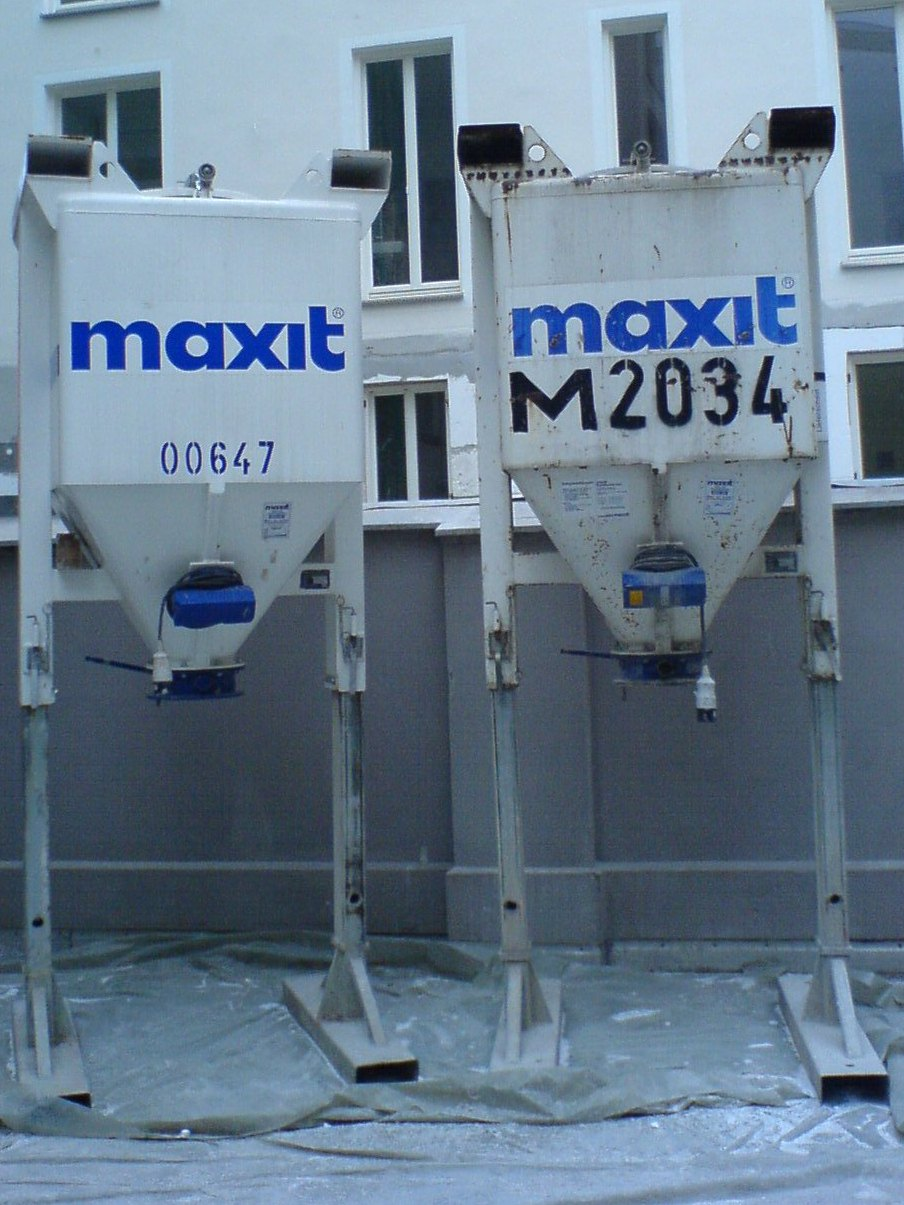
Maxit-Silos auf einer Baustelle (2006)

Im Jahre 1965 produzierte Mathis als erstes deutsches Kalkwerk Maschinenputze auf Basis von Kalk-Gips und Kalk-Zement. Ab 1969 vertrieb Kalkwerk Mathis GmbH & Co. die Produkte unter der Marke „Maxit“, die sich das Unternehmen im Vorjahr hatte schützen lassen. Aufgrund der fortschreitenden Verbreitung der Trockenmörtelprodukte, stellte das Unternehmen ab 1977 als erstes, Freifallsilo mit Durchlaufmischer auf den Baustellen zur Verfügung. 1978 expandierte Mathis nach Bayern und gründete zusammen mit der Kalkwerk Johann Bergmann GmbH & Co. KG die Franken Maxit GmbH. Das neue Unternehmen errichtete im fränkischen Azendorf ein Trockenmörtelwerk und verblieb fortan teilweise im Besitz von Mathis. Ebenfalls 1978 wurde bei Mathis die m-tec mathis technik GmbH zur Entwicklung solcher und weiterer technischer Anlagen ausgegründet, die 1983 nach Neuenburg am Rhein verlegt wurde. 1985 kamen Paul Mathis und seine Familie bei einem Flugzeugabsturz ums Leben.
Zwischen 1996 und 1997 wurde das Merdinger Kalkwerk umbenannt: Aus dem Markeninhaber Kalkwerk Mathis GmbH & Co. wurde die maxit Baustoff- und Kalkwerk Mathis GmbH. 1998 begann maxit mit dem Vertrieb eines eigenen Wärmedämmverbundsystems und bot als Ergänzung der Baustellenlogistik Gerüst-Körbe an, die den Beinamen „speedy“ erhielten. Im gleichen Jahr präsentierte das Unternehmen als erster Hersteller einen „Zement-Fließestrich“ auf Trockenmörtelbasis.

### HeidelbergCement
Die Erben von Mathis verkauften im Jahr 1999 ihre Anteile an der Dachgesellschaft Maxit Holding GmbH mit Sitz in Breisach am Rhein an das Unternehmen HeidelbergCement. Die Verhandlungen dauerten u. a. wegen der heterogenen Gesellschafterstruktur der Maxit-Gruppe ungewöhnlich lange. Zum Ende des Geschäftsjahrs 2001 besaß HeidelbergCement 70,7 % der Anteile an der Dachgesellschaft.
HeidelbergCement benannte die maxit Holding GmbH bis zum Jahr 2000 in Heidelberger maxit GmbH um und fasste unter diesem Dach ihre deutschen Trockenmörtel-Aktivitäten zusammen. Neben der  maxit Baustoff- und Kalkwerk Mathis GmbH gingen 2001 weitere bis dato eigenständige Gesellschaften in der Heidelberger maxit GmbH auf:
- maxit Baustoffwerke Brieselang/Brandenburg GmbH & Co. KG, Brieselang
- maxit Baustoffwerke Nord GmbH & Co. KG, Klein Schulzendorf
- maxit Baustoffwerke West GmbH & Co. KG, Mannheim

Zum Jahresbeginn 2003 folgte die Umbenennung von Heidelberger maxit in Maxit Deutschland sowie die gleichzeitige Verschmelzung mit weiteren Gesellschaften:
- Maxit Baustoffwerke Fittschen GmbH & Co., Buxtehude
- Maxit DIY GmbH, Magdeburg

Die 2001 begonnene Konsolidierung führte zum Abbau von rund 500 Arbeitsplätzen. Auf europäischer Ebene wurde sie durch die Konsolidierung der Baustoff-Aktivitäten (Maxit, Beamix und Optiroc) als Geschäftsbereich Heidelberger Baustoffe Europa (HBE) ergänzt.
Im Zuge der Verkaufsabsichten für diesen Geschäftsbereich, wurde er 2003 in maxit group umbenannt. Das Unternehmen Maxit Group AB, dessen Hauptsitz sich inzwischen im schwedischen Sollentuna befand, beschäftigte zum Ende des Geschäftsjahres 2003 knappe 5.000 Mitarbeiter an 130 Produktionsstandorten in 27 Ländern und war europäischer Marktführer in den Bereichen Trockenmörtel, Leichtzuschläge und bauchemische Produkte.
Die von Goldman Sachs betreuten Verkaufsverhandlungen deuteten gegen Ende auf einen Verkauf in den Private-Equity-Bereich hin. Zu den Bietern in der Endausscheidung gehörten die Texas Pacific Group, PAI partners und Cinven. Den Zuschlag erhielt im Sommer 2007 jedoch das französische Unternehmen Compagnie de Saint-Gobain, das die Gruppe für etwa 2,125 Milliarden Euro erwarb und damit sein europaweites Mörtelgeschäft verdoppelte. HeidelbergCement finanzierte mit dem erzielten Betrag einen Teil Übernahme des britischen Baustofflieferanten Hanson plc für 11,54 Milliarden Euro, für den es sich auch bereits vom französischen Unternehmen Vicat getrennt hatte.

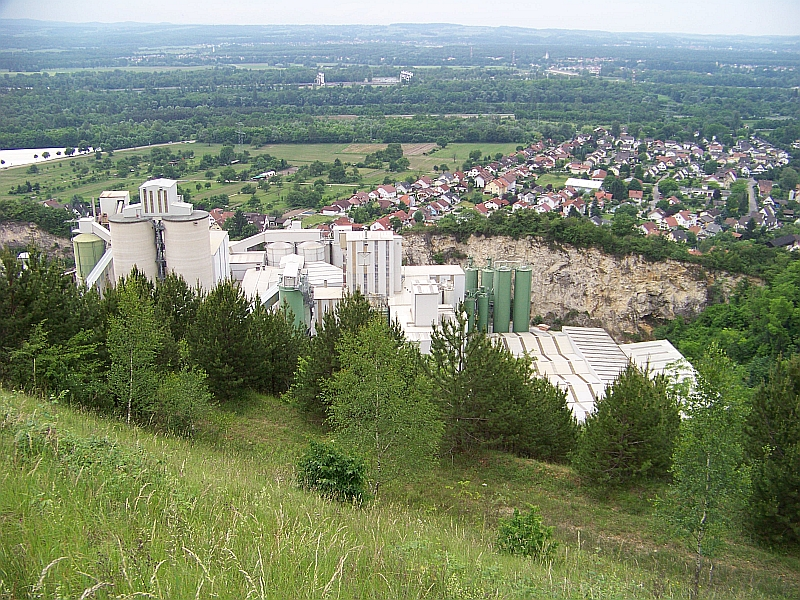
Kalkwerk Istein

Der bisher verpachtete Produktionsstandort Istein sollte 2009 ebenfalls an Saint-Gobain verkauft werden. Nachdem die Preiserwartungen von HeidelbergCement jedoch nicht erfüllt wurden, behielt das Unternehmen das Kalkwerk ebenso, wie das der Regensburger Walhalla Kalk GmbH & Co. KG. Im Jahr 2015 verkaufte HeidelbergCement seine Beteiligungen an beiden Kalkwerken an die belgische Lhoist-Gruppe.

### Saint-Gobain
Zum 1. Juli 2008 wurde eine einheitliche Leitung für die beiden Unternehmen Maxit Deutschland GmbH und die Saint-Gobain Weber GmbH etabliert. Als Dachmarke fungierte fortan Weber, der Name Maxit Group entfiel. Die ehemalige Zentrale in Breisach am Rhein wurde mit der Niederlassung in Merdingen verschmolzen und teilweise nach Wülfrath ins Rheinland zu Weber verlegt. Die Maxit Deutschland GmbH wurde aus dem Handelsregister gelöscht. Die von der Maxit Deutschland GmbH gehaltenen Anteile an der Franken Maxit wurden auf Saint-Gobain Weber übertragen.